# Bavià
Bavià és un nucli de població del municipi de Castellar de la Ribera, al Solsonès a 732 metres d'altitud. Hi ha una masia deshabitada del mateix nom amb vestigis que remunten a l'any 1200, quan el nucli es deia «Beya» i la capella de Sant Sebastià del segle xvii. El topònim deriva molt probablement d'un antropònim segons una inscripció a la masia «Fransico Bavia a fet 23 abrl 1768».